# Phigalia pilosaria
Pour les articles homonymes, voir Phalène.
Espèce
Phigalia pilosaria, la Phalène velue, Phigalie velue ou Phalène de l'aulne, est une espèce de lépidoptères (papillons) de la famille des Geometridae. Elle est largement répandue en Europe.

## Description
Le mâle, gris clair à gris foncé, a une envergure de 35 à 40 mm tandis que la femelle est aptère (elle se confond avec l'écorce des troncs des arbres qu'elle a escaladés) ; on peut observer les imagos de janvier à avril selon les conditions locales.

## Biologie
La chenille polyphage se nourrit sur divers feuillus dans les régions boisées, les parcs et les jardins, même en ville. La chrysalide se protège dans la terre dès l'automne. Espèce univoltine.

## Systématique
Sous-espèces :
- Phigalia pilosaria meridionalis Constantini, 1916
- Phigalia pilosaria pilosaria (Denis & Schiffermüller, 1775)
- Phigalia pilosaria prostae Leraut, 1996

## Synonyme
- Apocheima pilosaria (Denis & Schiffermüller, 1775)